# Klaas Veering
Klaas Willem Veering (* 26. September 1981 in Leiden) ist ein ehemaliger niederländischer Hockeyspieler, der bei den Olympischen Spielen 2004 die Silbermedaille gewann.

## Sportliche Karriere
Der 1,90 m große Torwart bestritt 41 Länderspiele für die niederländische Nationalmannschaft. Den größten Teil seiner Nationalmannschafts-Karriere war Klaas Veering Ersatztorwart für Guus Vogels.
Veering debütierte 2003 in der Nationalmannschaft. Bei der Europameisterschaft in Barcelona kam er im Vorrundenspiel gegen Schottland zum Einsatz, die Niederländer gewannen mit 5:1. Im weiteren Turnierverlauf erreichten die Niederländer den vierten Platz. 2004 bei den Olympischen Spielen in Athen stand vor dem letzten Vorrundenspiel fest, dass Niederländer und Australier das Halbfinale erreicht hatten. Beim 2:1-Sieg der Niederländer über Australien stand Klaas Veering im Tor. Im Finale trafen die beiden Mannschaften erneut aufeinander. Mit Guus Vogels im Tor unterlagen die Niederländer den Australiern mit 1:2 nach Sudden Death durch ein Tor von Jamie Dwyer in der Verlängerung. 2006 belegten die Niederländer bei der Weltmeisterschaft in Mönchengladbach den siebten Platz, Veering war im abschließenden Spiel dabei. Im Januar 2007 bestritt Veering vier Länderspiele und beendete einstweilen seine Karriere in der Nationalmannschaft. Danach half er im Sommer 2011 noch einmal für fünf Spiele in der Nationalmannschaft aus.
Klaas Veering war Torhüter des Amsterdamsche Hockey & Bandy Club, mit diesem Verein war er viermal niederländischer Meister. 